# Перекристаллизация
Перекристаллиза́ция — метод очистки вещества, основанный на различии растворимости вещества в растворителе при различных температурах (обычно интервал температур от комнатной до температуры кипения растворителя, если растворитель — вода, или до какой-то более высокой температуры).
Перекристаллизация подразумевает плохую растворимость вещества в растворителе при низких температурах, и хорошую — при высоких. При нагревании, вещество растворяется. После стадии адсорбции примесей (если это необходимо) активированным углём, горячего фильтрования (при необходимости) и охлаждения образуется перенасыщенный раствор, из которого растворённое вещество выпадает в виде осадка. После пропуска смеси через колбу Бунзена и воронку Бюхнера либо центрифугирования получается очищенное растворённое вещество.
Достоинством метода является высокая степень очистки. Основной недостаток метода — сильные потери вещества в ходе перекристаллизации: всегда часть растворённого вещества в осадок не выпадет, потери при перекристаллизации нередко составляют 40—50 %.
Растворителем могут быть вода, уксусная кислота, этанол (95 %), метанол, ацетон, гексан, пентан — в зависимости от условий. Если растворителем является вода, то нагревание проводят в водяной бане. Охлаждение перенасыщенного раствора проводят с помощью водяного холодильника, если температура кипения растворителя ниже 130 градусов, если выше — с помощью воздушного холодильника.